# Lis Böhle
Gertrud Elisabeth „Lis“ Frederica Böhle, Pseudonym Köbeschen, (* 31. Juli 1901 in Köln; † 29. Oktober 1990 in Troisdorf) war eine deutsche Mundartautorin, die Lyrik, Geschichten und Hörspiele in kölscher Sprache verfasste.

## Leben
Lis Böhle wurde 1901 als achtes Kind des Eisenbahnsekretärs Friedrich Böhle und seiner Frau Anna im Kölner Stadtteil Nippes geboren. Nach dem Besuch der Volksschule in Nippes absolvierte sie die höhere Ursulinenschule in der Kölner Altstadt.
Bereits im Alter von zehn Jahren begann das Mädchen mit dem Schreiben von Gedichten und kleinen Geschichten. Im Jahr 1925 heiratete sie ihren Jugendfreund, den Publizisten Hans Schmitt-Rost. Im gleichen Jahr wurde ihre Tochter Sonja (1925–1990) geboren. In den 1920er Jahren begann sie, ihre Texte und Gedichte in Kölner Tageszeitungen zu veröffentlichen. Seit 1933 arbeitete sie als freie Mitarbeiterin beim Westdeutschen Rundfunk und beim Reichssender Köln. Beim Sender war sie die erste Mundartsprecherin, arbeitete als Redakteurin für Mundartsendungen und produzierte Hörspiele sowie Köllsche Verzällcher – kleine, meist amüsante Geschichten über das kleinbürgerliche Familienleben in Köln.
Nachdem die Nationalsozialisten ihrem Mann Schreibverbot erteilt und ihm untersagt hatten, weiter zu publizieren, veröffentlichte sie in der Kölnischen Zeitung und dem Kölner Stadt-Anzeiger Gedichte und Verzällcher unter dem Pseudonym Köbeschen, um den Lebensunterhalt der Familie zu sichern. Im Jahr 1937 gab sie mit Himmel und Äd die erste Sammlung Texte in kölscher Sprache heraus, noch während des Zweiten Weltkrieges folgte die Textsammlung Schwatz op wieß. Als Köln verstärkt den Bombenangriffen ausgesetzt war, verbrachte die Familie die letzten drei Kriegsjahre in Oberstdorf. Direkt nach dem Krieg kehrte das Ehepaar nach Köln zurück. Hans Schmitt-Rott wurde zum Leiter des Kölner Nachrichtenamtes ernannt. Das Ehepaar wohnte nach dem Krieg in der Kölner Innenstadt, in der Johannisstraße.

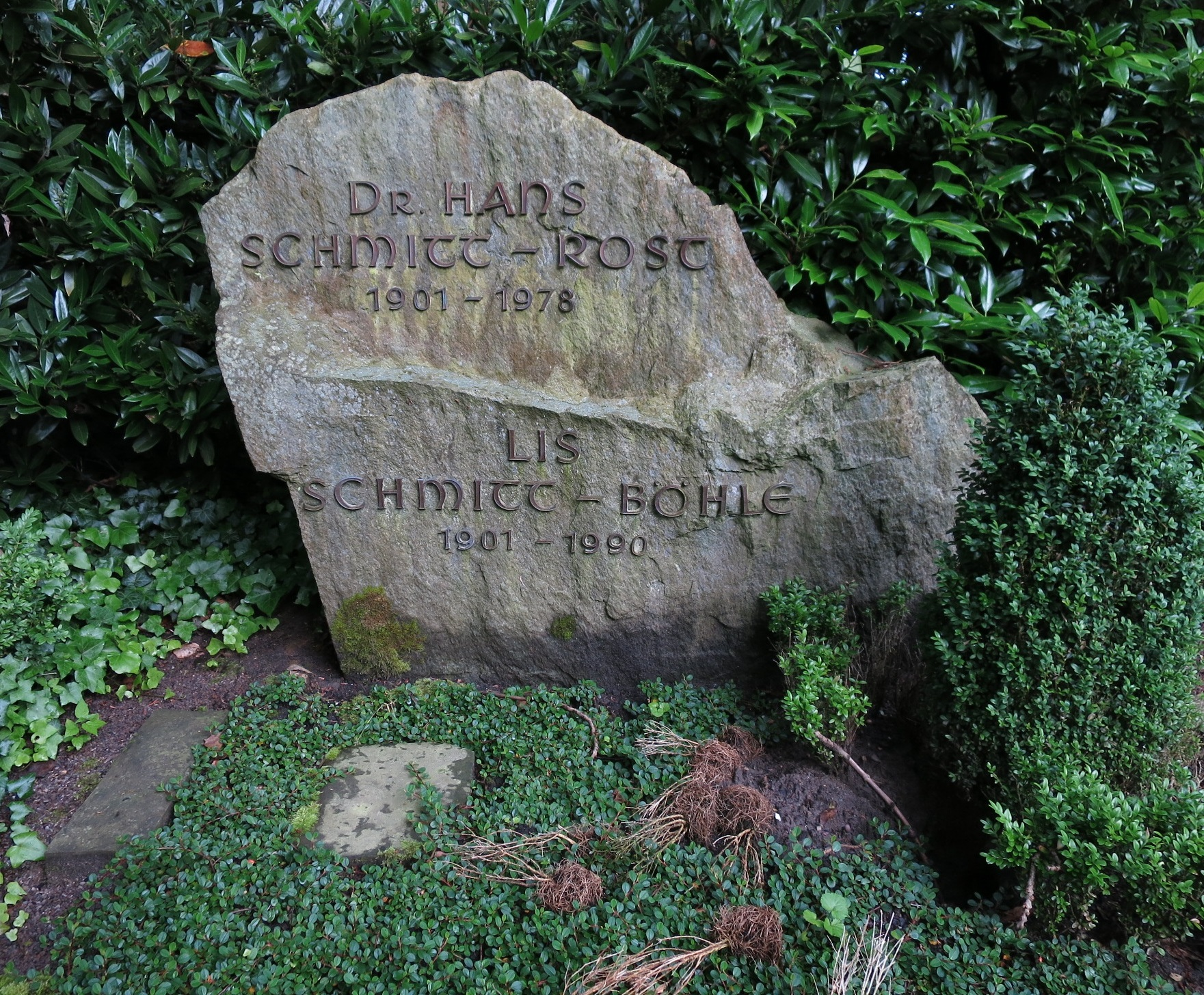
Familiengrab auf dem Kölner Friedhof Melaten

Ab Juni 1946 produzierte sie regelmäßig Lyrik- und Prosalesungen sowie Hörspiele in kölscher Sprache im Westdeutschen Rundfunk, unter anderem für Kinder in der Sendereihe Lis Böhle und die kölsche Pänz. Daneben schrieb sie regelmäßig kleine Geschichten für die Kölner Tageszeitungen, unter anderem über 30 Jahre die Artikelserie Et Köbesche schriev. Große Popularität erreichte sie mit der Rundfunksendereihe Wat dä Schmitzens all passiert, die von 1960 bis 1974 gesendet wurde.
Nach dem Tod ihres Mannes 1978 zog sie sich vom öffentlichen Leben zurück und starb 1990 wenige Monate nach dem Tod ihrer Tochter in der gemeinsamen Wohnung in Troisdorf. Lis Böhle wurde an der Seite ihres Mannes auf dem Kölner Friedhof Melaten (Lit J, zwischen Lit B und Lit C) begraben.

## Ehrung
Im Kölner Stadtbezirk Nippes wurde 1997 in Anerkennung ihrer Lebensleistung der Lis-Böhle-Park am Inneren Grüngürtel nach der Kölner Mundartdichterin benannt. Am 10. März 2014 wurde Im Kölner Stadtrat beschlossen, die Grabstätte des Ehepaares in die Liste der Gräber für verdienstvolle Bürgerinnen und Bürger der Stadt Köln aufzunehmen.

## Werke (Auswahl)
- Himmel un Äd, 1937
- Schwatz op wieß, 1940
- Zwesche Ring un Rhing, 1947
- Jeck op Kölle, 1955
- Kölsche Saison, 1963
- Kölle, ming Welt, 1979
- Levve un levve losse, 1981
- E löstig kölsch Klieblatt, 1985
- Nippes, Band 2: Glückliche Jahre (mit Reinhold Kruse), 1995
- Lied: Kölle, mi Kölle, 1938, vertont von Leo Eysoldt, gesungen von Fritz Neumann auf Telefunken M 6523

## Hörspiele (Auswahl)
- 1958: Wat litt uns an zehndausend Daler? Hörspiel nach einer wahren Begebenheit – Komposition: Leo Kowalski; Regie: Fritz Peter Vary (Original-Hörspiel, Mundart-Hörspiel – WDR)
- 1959: Der fussige Schnäuzer – Regie: Fritz Peter Vary (Originalhörspiel, Mundarthörspiel – WDR)
- 1959: De gäl Färv. Nach einer wahren Begebenheit – Komposition: Kurt Herrlinger; Regie: Fritz Peter Vary (Originalhörspiel, Mundarthörspiel – WDR)
- 1960: Andere Lück sin och Minsche. Kölsch Hörspiel – Komposition: Kurt Herrlinger; Regie: Fritz Peter Vary (Originalhörspiel, Mundarthörspiel – WDR)
- 1960–74: Wat dä Schmitzens all passeet. Rheinische Hörspiele (Hörspielreihe; mindestens 44 Folgen) – Komposition: Leo Kowalski; Regie: Fritz Peter Vary; Leopold Reinecke; Heinz Dieter Köhler; Manfred Brückner; Franz Zimmermann (Originalhörspiele, Mundarthörspiele – WDR)
- 1962: Hauptbedingung: Schwatze Locke. Rheinisches Hörspiel – Komposition: Leo Kowalski; Regie: Fritz Peter Vary (Originalhörspiel, Mundarthörspiel – WDR)
- 1970: Geld wie Heu. Rheinisches Hörspiel – Komposition: Kurt Herrlinger; Regie: Leopold Reinecke (Hörspiel – WDR)
- 1970: Huus Nr. 11. Ein Hörspiel us dem ältere Kölle. Rheinisches Hörspiel – Regie: Leopold Reinecke (Originalhörspiel, Mundarthörspiel – WDR)
- 1972: E Scheffstürche nom Drachefels oder Mer blieve zosamme. Szenen vom Ausflug einer kölschen Familie – Komposition: Kurt Herrlinger; Regie: Leopold Reinecke (Mundarthörspiel – WDR)